# جج نامه
جج نامه (چچ نامه) هو من أول كتاب في تاريخ السند، ألف في اللغة العربية، يرى الكثير أن هذا الكتاب ترجم إلى اللغة الفارسية عام 613 هـ، ولكن الكتاب الأصلي ليس موجودا ومصنفه ليس معلوما، لا نسخة له. لهذا السبب تُترجم النسخة الحالية من اللغة العربية أيضًا. وتستند الكتب المترجمة الأردية والسندية على الترجمة الفارسية.